# Michael Rother
Michael Rother, né le 2 septembre 1950 à Hambourg, est un musicien et compositeur de musique expérimentale allemand, et une des figures majeures du mouvement « krautrock ».

## Biographie

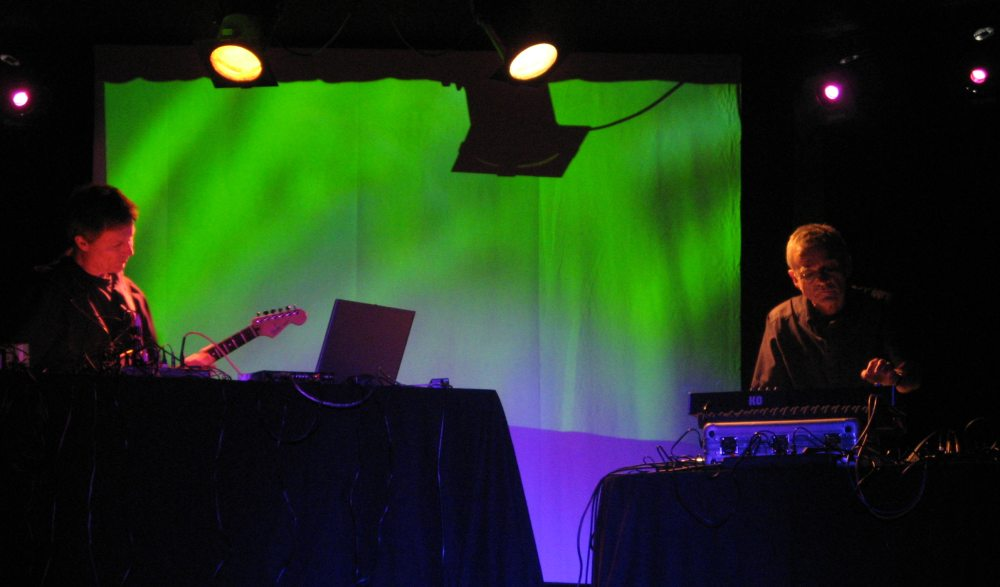
Michael Rother (à gauche) et le compositeur germano-suisse de musique électronique expérimentale Dieter Moebius (à droite, ex - Cluster/Kluster, Harmonia), en 2007, à Francfort.

Rother fait ses études à Munich, Wilmslow (Angleterre), Karachi et Düsseldorf. En 1965, il joue avec le groupe Spirits of Sound, en compagnie de Wolfgang Flür (membre de Kraftwerk de 1973 à 1987).
Il est cofondateur de Neu! en 1971, avec Klaus Dinger. Tous deux jouent ensemble avec Kraftwerk sur scène à la même époque, en l'absence de Ralf Hütter.
En 1973, il rejoint Hans-Joachim Roedelius et Dieter Moebius (tous deux membres de Cluster) pour fonder Harmonia. Harmonia sort deux albums (en 1974 et 1975) . Brian Eno rejoint également le groupe en 1976, et un enregistrement de l'époque est publié vingt ans plus tard (1997) sous le nom Tracks and Traces.
À partir de la fin des années 1970, Michael Rother sort des albums sous son propre nom : Flammended Herzen (1977), Sterntaler (1978) et Katzenmusik (1979) ; Jaki Liebezeit (Can) y tient les percussions. Dans les années 1980, il publie Fernwarme (1982), Lust (1983), Süssherz und Tiefenschaerfe (1985) et Traumreisen (1987). Rother récupère les droits de ces albums à la fin des années 1990 et les republie en CD avec des pistes supplémentaires, le plus souvent des remixes. À la même époque, il sort un album compilation, Radio, et un album original, Esperanza (1996).
Le 1er juillet 2007, Michael Rother rejoint les Red Hot Chili Peppers sur scène à Hambourg pour une jam session de 25 minutes, devant 35 000 spectateurs. En novembre 2007, il tourne avec Dieter Moebius, sous le nom Rother & Moebius. Les membres d'Harmonia se réunissent en novembre 2007 pour la première fois depuis 1976, à la Haus der Weltkulturen de Berlin, et pour quelques festivals en 2008.

## Discographie
- Flammende Herzen (1977)
- Sterntaler (1978)
- Katzenmusik (1979)
- Fernwaerme (1982)
- Lust (1983)
- Suessherz und Tiefenschaerfe (1985)
- Traumreisen (1987)
- Radio: Musik von Michael Rother - Singles, 1977–1993" (1993)
- Esperanza (1996)
- Remember (The Great Adventure) (2004)

Avec Neu!
- Neu! (1972)
- Neu! 2 (1973)
- Neu! '75 (1975)
- Neu! 4 (1995)
- Neu! '72 Live In Dusseldorf (1996)

Avec Harmonia
- Musik Von Harmonia (1974)
- Deluxe (1975)
- Tracks & Traces / Harmonia 76 (1997)
- Live 1974 (2007)